# Beliris
 (avril 2021).
Si vous disposez d'ouvrages ou d'articles de référence ou si vous connaissez des sites web de qualité traitant du thème abordé ici, merci de compléter l'article en donnant les références utiles à sa vérifiabilité et en les liant à la section « Notes et références ».

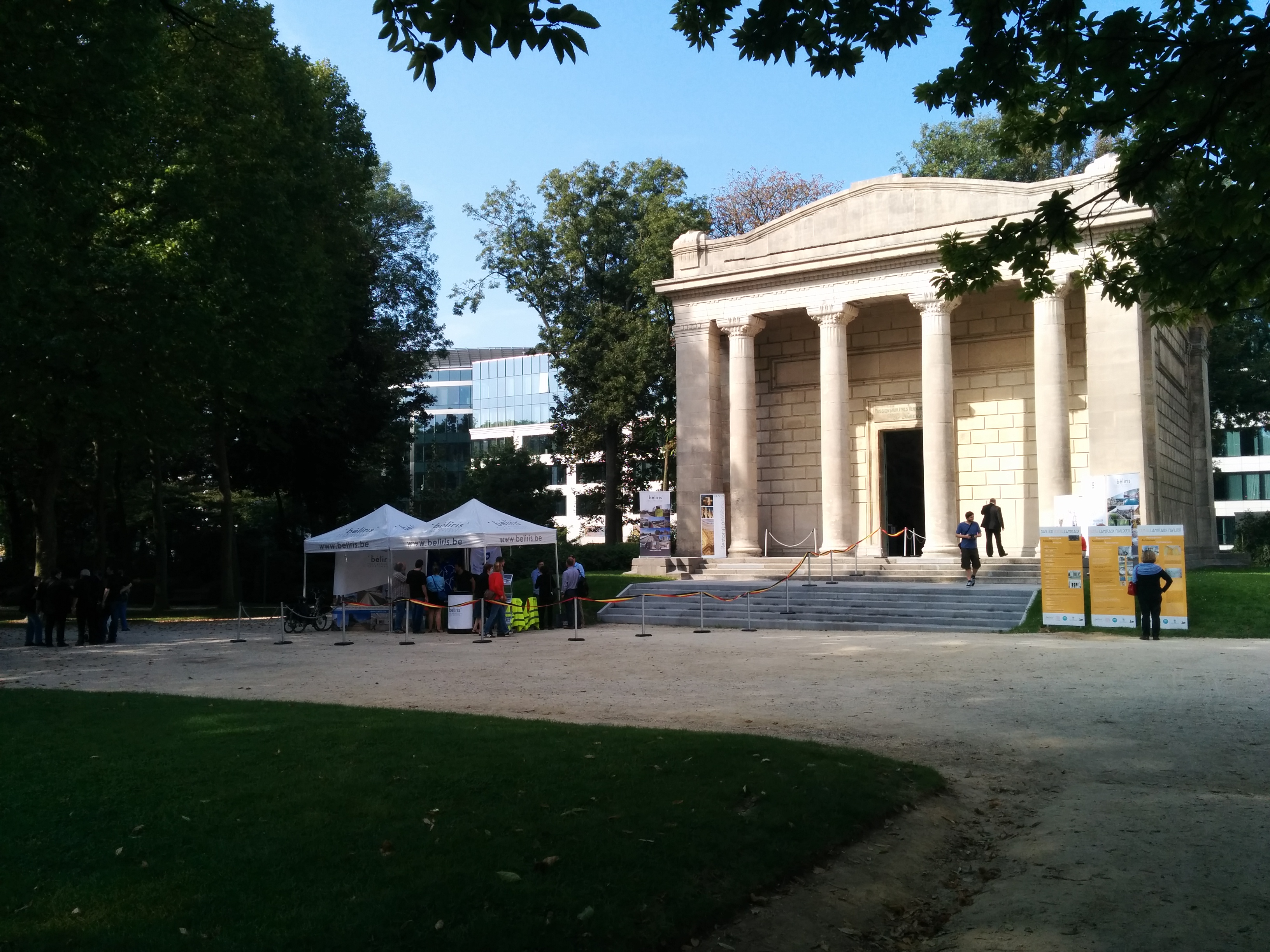
Beliris restaure le pavillon Horta-Lambeaux en 2014.

Beliris est un accord de coopération du 15 septembre 1993 entre le pouvoir fédéral belge et la Région de Bruxelles-Capitale qui a pour objectif d'élargir les moyens mis à disposition de la capitale pour développer et promouvoir son rôle de capitale nationale et internationale. Cet accord politique fait de Beliris un partenaire de l'administration régionale bruxelloise qui joue un rôle déterminant dans le développement de la Région bruxelloise, en particulier sur le plan de l'aménagement du territoire et de la mobilité.
Le nom Beliris est un mot-valise qui combine BEL pour Belgique et IRIS qui est l'emblème de la Région de Bruxelles-Capitale. Concrètement, c'est la Direction Infrastructure de Transport (DIT) du Service Public Fédéral Mobilité et Transports qui est chargée de la mise en œuvre des projets sélectionnés.
Le budget de Beliris est fixé chaque année et bénéficie essentiellement au développement d'espaces publics, de parcs urbains, d'infrastructures sportives et de logements sociaux. Le budget et les projets envisagés font l'objet d'avenants à l'Accord, régulièrement publiés au Moniteur belge.

## Projets financés par Beliris
- Métro de Bruxelles
- Parc de Forest
- Plan de développement international de Bruxelles
- Réaménagement de la station de métro Arts-Loi.
- Réaménagement du boulevard Léopold III
- Réseau express régional bruxellois
- RER Vélo (cyclostrades)
- Tunnel Schuman-Josaphat
- Flagey[1]